# Ilteu, Arad
Ilteu este un sat în comuna Petriș din județul Arad, Crișana, România.